# Tournant de Lewis
Le tournant de Lewis est le moment de l'histoire économique d'une région qui voit la main-d'œuvre disponible dans cette région cesser d'être virtuellement illimitée, par exemple dans une ville qui cesse d'être alimentée en travailleurs par la fin de l'exode rural. La notion est nommée d'après Arthur Lewis, économiste lucien, prix Nobel d'économie en 1979.

## Historique
Les travaux d’Arthur Lewis portent particulièrement sur l’économie du développement. Il introduit la notion du tournant de Lewis dans son article Development with Unlimited Supplies of Labour, publié en 1954. Selon Lewis, l’idée de cet article lui serait venue en se promenant à Bangkok en 1952. Le tournant de Lewis s’intègre dans le modèle économique de Lewis qui s’intéresse à l’économie des pays en voie de développement.
Puisqu’il s’intéresse aux mouvements de populations, le modèle de Lewis a aussi été l'un des premiers modèles permettant d'identifier les raisons des migrations économiques.

## Description
Dans le modèle de Lewis, l’économie d’un pays en développement est considérée comme duale :
- Une économie non capitaliste « traditionnelle » à la faible productivité, basée sur des ouvriers agricoles, artisans et personnels domestiques au niveau de vie peu élevé ;
- Une économie capitaliste « moderne », basée sur l’industrie, qui offre de l’emploi avec une rémunération fixe.

Puisque la productivité marginale de l’économie capitaliste est plus importante, les travailleurs quittent l’économie traditionnelle pour l’économie moderne. Les migrations, par exemple l’exode rural, alimentent l’économie capitaliste avec une main-d’œuvre virtuellement illimitée qui permet la croissance du secteur tout en maintenant des salaires faibles,.
Le tournant de Lewis intervient quand la source de main-d’œuvre se tarit, par exemple parce que les habitants des campagnes ne souhaitent plus venir s’installer en ville. La raréfaction d'une main-d'œuvre jusqu'alors abondante entraîne une augmentation rapide des revenus, une contraction des marges bénéficiaires des entreprises et une chute du niveau d'investissement. La hausse des salaires concomitante à la hausse de la productivité est alors conforme aux modèles économiques classiques.

## Conséquences
Le tournant de Lewis symbolise pour un pays émergent le passage d’une économie duale à une économie intégrée. Ce passage peut être risqué parce qu'il implique d’augmenter la productivité afin de maintenir la croissance. Il ne s’agit pas d’une problématique purement économique, car elle nécessite qu’une politique d’éducation, d’industrialisation et d’automatisation soit mise en place pour maintenir la croissance,. Les pays qui continuent de se reposer sur une main-d’œuvre abondante et peu qualifiée ne parviennent pas à garder leur avantage compétitif avec l’augmentation des salaires subséquente au tournant de Lewis, et risquent de retomber dans le sous-développement. C’est notamment ce qui est arrivé dans plusieurs pays d’Amérique latine, où la hausse des salaires a freiné l'avantage compétitif des pays et les a fait rentrer en récession.

## Exemples de passage du tournant de Lewis
Les principales économies européennes ont passé le tournant de Lewis au XIXe siècle, lors des premières révolutions industrielles.
Le franchissement ou non du tournant de Lewis par la Chine au début du XXIe siècle fait l'objet de débats, alimentés par la mauvaise qualité des statistiques chinoises sur le marché du travail. Selon un rapport du Fonds monétaire international (FMI) de juin 2013, la Chine devrait atteindre le tournant de Lewis avant 2025. Toutefois, une hausse significative des salaires des travailleurs est identifiée depuis le début du XXIe siècle, ce qui pourrait être une indication du passage du tournant de Lewis. Au cours des années 2010, les autorités chinoises préparent ce passage en priorisant la consommation locale par rapport aux exportations.